# Lesley Manville
Lesley Manville, född 12 mars 1956 i Brighton i East Sussex, är en brittisk skådespelare som verkat i film, TV och på teaterscen.
Manville har bland annat spelat i flera filmer av Mike Leigh och blev 2011 nominerad till en BAFTA Award för sin roll i Medan åren går (2010). Inför Oscarsgalan 2018 nominerades hon i kategorin Bästa kvinnliga biroll för sin roll i Paul Thomas Andersons film Phantom Thread.
Manville har varit gift två gånger; från 1987 till 1990 med skådespelaren Gary Oldman och år 2000 till 2004 med skådespelaren Joe Dixon. Tillsammans med Oldman har hon en son som även han är verksam i filmbranschen.

## Filmografi i urval
- 1984 – Dans med en främling
- 1988 – High Hopes
- 1994 – Barnflickorna
- 1996 – Uppdrag i Myanmar
- 1996 – Hemligheter och lögner
- 1996 – Kavanagh (TV-serie)
- 1997 – Den målade damen  (TV-film)
- 1999 – Topsy-Turvy
- 2002 – All or Nothing
- 2004 – Vera Drake
- 2005 – Korten på bordet
- 2009 – En julsaga
- 2010 – Medan åren går
- 2013 – An Adventure in Space and Time (TV-film)
- 2013 – The Christmas Candle
- 2014 – Maleficent
- 2014 – Mr. Turner
- 2015 – River (TV-serie)
- 2017 – Phantom Thread
- 2017 – Harlots (TV-serie)
- 2019 – Ordinary Love
- 2022 – Mrs. Harris Goes to Paris
- 2022 – The Crown (TV-serie)
- 2022 – Sherwood (TV-serie)
- 2022 – Dödligt kapitel (TV-serie)
- 2023 – Citadel (TV-serie)
- 2024 – Queer
- TBA – Cold Storage

## Utmärkelser
- London Film Critics Circle Award för årets kvinnliga brittiska skådespelare, för All or Nothing,  2003
- National Board of Review Award för bästa kvinnliga skådespelare, för Medan åren går,  2010
- Laurence Olivier Award för bästa kvinnliga huvudroll,  2014
- Officer av Brittiska imperieorden,  2015
- Kommendör av 2 klass av Brittiska imperieorden,  2021
- National Board of Review of Motion Pictures
- London Film Critics' Circle

[Redigera Wikidata]